# Crisis in the Kremlin
Crisis in the Kremlin (с англ. — «Кризис в Кремле») — компьютерная игра в жанре политический симулятор, выпущенная компанией Sphere, Inc.[уточнить] в 1991 году.
По сюжету игрок играет за Генерального секретаря КПСС (неверно называемого президентом в течение игры) в период с 1985 по 2017 годы. Игрок может выбрать в качестве главного героя реформатора Михаила Горбачёва, националиста Бориса Ельцина или же консерватора Егора Лигачёва. В игре присутствуют политические анекдоты, цитируемые председателем КГБ, изображающие бедствия советских людей в юмористическом свете. Присутствует множество надписей на русском для погружения в атмосферу игры.

## Игровой процесс

### Основной игровой процесс
Начиная с 1985, игрок решает различные государственные задачи от установления уровня гражданских прав, а также рабочей недели, до распределения бюджета.
Существенную часть игры составляют различные события, такие, как землетрясение в Армении в 1988 году или же Чернобыльская катастрофа. Реакция игрока на данные события способна существенно изменить ход истории; игроку обычно даётся на выбор от трёх до пяти вариантов выбора после взятия трубки соответствующего телефона.
Игроку приходится балансировать между радикалами, реформаторами и консерваторами. Слишком малая поддержка какой-либо из сторон может вызвать падение персонажа игрока в их глазах, что может привести к вотуму доверия в Политбюро. Также страны Организации Варшавского договора начинают отдаляться от СССР, а из состава пытаются выйти прибалтийские государства, Украина и прочие союзные республики.

Скриншот игры в 2010-е годы с серьёзными потрясениями в России. Имеет место нехватка еды, что привело к сильному кризису

Crisis in the Kremlin стала первой игрой, в которой игрок получил контроль над бюджетом. Игрок может сократить или увеличить финансирование некоторых важных областей, таких, как строительство, защита окружающей среды, военные силы, пенсии, советские республики и прочее. Также игрок может тратить деньги на определённые группы населения, к примеру, на чиновников или консерваторов, чтобы получить их поддержку. В игре может произойти такое событие, как товарный дефицит, к примеру, если на сельское хозяйство и транспорт (дороги, как обычные, так и железные; общественный транспорт; поезда; самолёты и пр.) выделяется недостаточное количество денег. Ежемесячно игрок получает отчёт о ситуации в стране, зависящей от распределения бюджета.
В игре присутствуют события, никогда не происходившие в реальности. Для их появления необходимо, чтобы игрок сохранил Советский Союз в течение определённого времени. Примером такого события может являться, к примеру, вторжение американцев в КНДР или же предложение подписать новый Союзный договор о создании конфедерации или же распустить Советский Союз для создания содружества по британскому стилю.
Также, к событиям можно отнести изобретение новых технологий, а также опасения насчёт столкновения очередного астероида с Землёй. Новыми технологиями, открываемыми по ходу игры, могут стать, к примеру, вакцина от СПИДа (будучи разработана советскими учёными, улучшает отношения с остальными странами) или же решение о клонировании животных, предотвращающее мировой голод — использование мяса из пробирки.

### Фракции
Реформаторы
Правителем от реформаторов является Михаил Горбачёв — исторический глава Советского Союза в это время, имеющий умеренные позиции. Выбор этой кандидатуры даст игроку нейтральные стартовые отношения со всеми фракциями. Поскольку наличие хороших отношений с фракцией помогает редко, а плохие отношения могут привести к уходу от власти, это наиболее лёгкий вариант для игры.
Националисты
Правителем от националистов, встающим на радикальные позиции, является Борис Ельцин, человек, возглавивший оппозицию КПСС в восьмидесятых годах прошлого века и ставший первым президентом Российской Федерации. Выбор данного варианта в начале игры даст игроку высокую популярность среди народа и радикалов, но низкую — среди консерваторов, армии и КГБ. Вдобавок, выбор «националистических» вариантов ответа в событиях обычно ведёт к более быстрому распаду Организации Варшавского договора и самого Советского Союза. Если игрок желает, то при распаде СССР он может сменить должность генерального секретаря на должность президента России и продолжить игру за Бориса Ельцина, но уже в масштабах России. Поскольку консерваторы в начале игры имеют большее влияние, чем радикалы, а армия и КГБ могут легко сместить игрока с должности, это, пожалуй, наиболее сложный старт.
Консерваторы
Фракция консерваторов имеет реакционные взгляды и предлагает в качестве правителя Егора Лигачёва, исторического лидера консервативной фракции КПСС. Выбор данного персонажа даст игроку хорошие отношения с фракцией консерваторов и КГБ. Однако, несмотря на то, что данный выбор кажется достаточно лёгким в начале, выбор соответствующих вариантов ответа в событиях приводит к падению советской экономики, ослаблению позиций консерваторов и усилению радикалов и народа, что может привести к поражению игрока.

## Критика
Джонни Вильсон в статье для журнала «Computer Gaming World» писал, что Crisis in the Kremlin — это игра, которую любят микроменеджеры и ненавидят макроменеджеры[неизвестный термин]. Рецензент утверждал, что решения по бюджету определяют успех или неудачу любого начинания, таким образом, экономика является важной частью игры. Автор рецензии отметил, что игроку приходится постоянно выбирать между путём Горбачёва — реформами, слишком скорыми для консерваторов и слишком медленными для либералов, путём Брежнева — удержанием старых порядков любой ценой, и путём Ельцина — принятием компромиссов и попытками демократизации.
Экономическая система сложна для освоения.